# Étienne Thomas Maussion
Pour les articles homonymes, voir Maussion.
Étienne Thomas Maussion ou de Maussion, né à Paris le 18 mai 1750 et mort guillotiné à Paris le 24 février 1794 est un magistrat français d'Ancien Régime et intendant de la généralité de Rouen. 
Pendant la Terreur, il est arrêté, jugé et guillotiné, pour émigration, complot et en tant qu'ancien intendant.

## Biographie

### Famille
Étienne Thomas Maussion est issu d'une famille de la noblesse de robe et de finances, originaire du Maine. Au début du XXe siècle, les Maussion prétendent que leur famille a été anoblie en 1545 par le roi François Ier, en la personne de Daniel Maussion. En fait, la filiation prouvée ne remonte qu'à Pierre Maussion, mort avant 1692, bailli de Brûlon et sénéchal de Champagne. Son fils Thomas Maussion est anobli par charge de secrétaire du roi en 1704, avec lettres d'honneur en 1724. Thomas Maussion est le grand-père d'Étienne Thomas Maussion. En effet, il a deux fils : Thomas-Urbain Maussion, fondateur de la  branche des Maussion de Candé et Étienne Maussion, père d'Étienne Thomas Maussion. 
Étienne Thomas Maussion est né à Paris le 18 mai 1750,. Il est le fils d'Étienne Charles Maussion de La Courtaujay (1705-1773), receveur général des finances de la généralité d'Alençon et de Marie-Thérèse Bergeret (1714-1778),, fille de Pierre-François Bergeret (1683-1771), fermier général. 
Sa sœur Marie Geneviève Perrine Pétronille, née le 3 avril 1741 à Paris et morte le 11 juin 1799 à Londres, épouse à Paris le 4 avril 1758 Antoine Chaumont de La Galaizière (1727-1812), magistrat, maître des requêtes et intendant des généralités de Montauban, de Lorraine et d'Alsace. Son autre sœur Marie-Charlotte épouse en 1763 Jean Thérèse de Beaumont d'Autichamp (1738-1831), dit le marquis d'Autichamp , premier écuyer du prince de Condé.

### Carrière

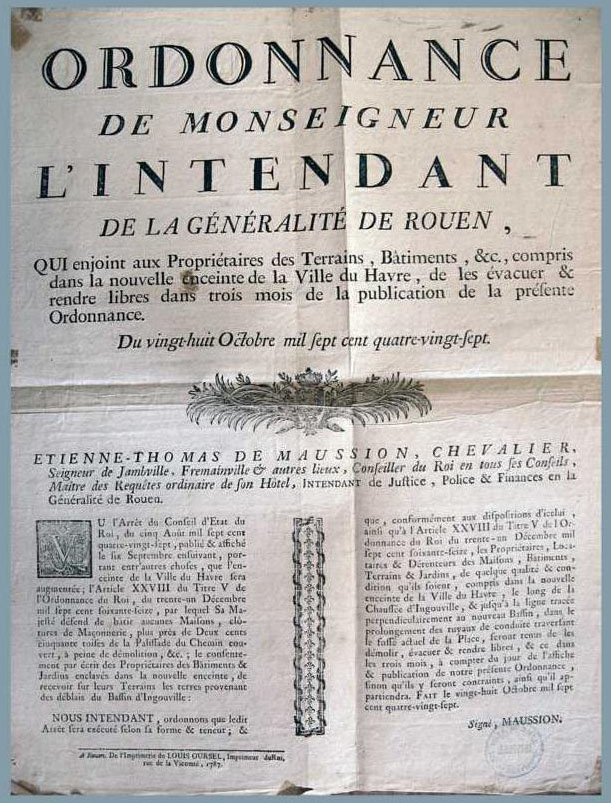
Affiche d'Étienne Thomas Maussion, intendant, ordonnant des expropriations des terrains pour des travaux au Havre, 28 octobre 1787.

Étienne Thomas Maussion est avocat en Parlement. Il est conseiller au Châtelet de Paris du 30 mars 1768, au 17 mars 1773.
Il accepte d'entrer comme conseiller au Parlement Maupéou le 24 février 1773,. Il est ensuite conseiller au Grand Conseil en novembre 1774 et maître des requêtes du 5 avril 1775, à la Révolution.
Il est intendant de la généralité de Rouen,,, de 1787 à la Révolution,. C'est grâce à l'influence de son beau-père, Jean-François-Claude Perrin de Cypierre (1727-1790), intendant d'Orléans, qu'il obtient de diriger  cette généralité. En tant qu'intendant, c'est-à-dire représentant du pouvoir central, il a à juger de nombreux contentieux qui concernent les impôts. Il participe au lancement d'importants travaux d'urbanisme au Havre. 
Face à l'opposition du Parlement de Normandie, il organise l'enregistrement forcé, le 8 mai 1788, sous la menace des troupes qu'il réunit pour encercler le Parlement, des édits de Chrétien-François de Lamoignon de Bâville qui réduisent les pouvoirs des cours souveraines. 
En 1789, comme d'autres intendants avant lui, il est accusé de profiter de la spéculation sur le prix du blé que le gouvernement fait transporter pour approvisionner Rouen.

### Procès et exécution

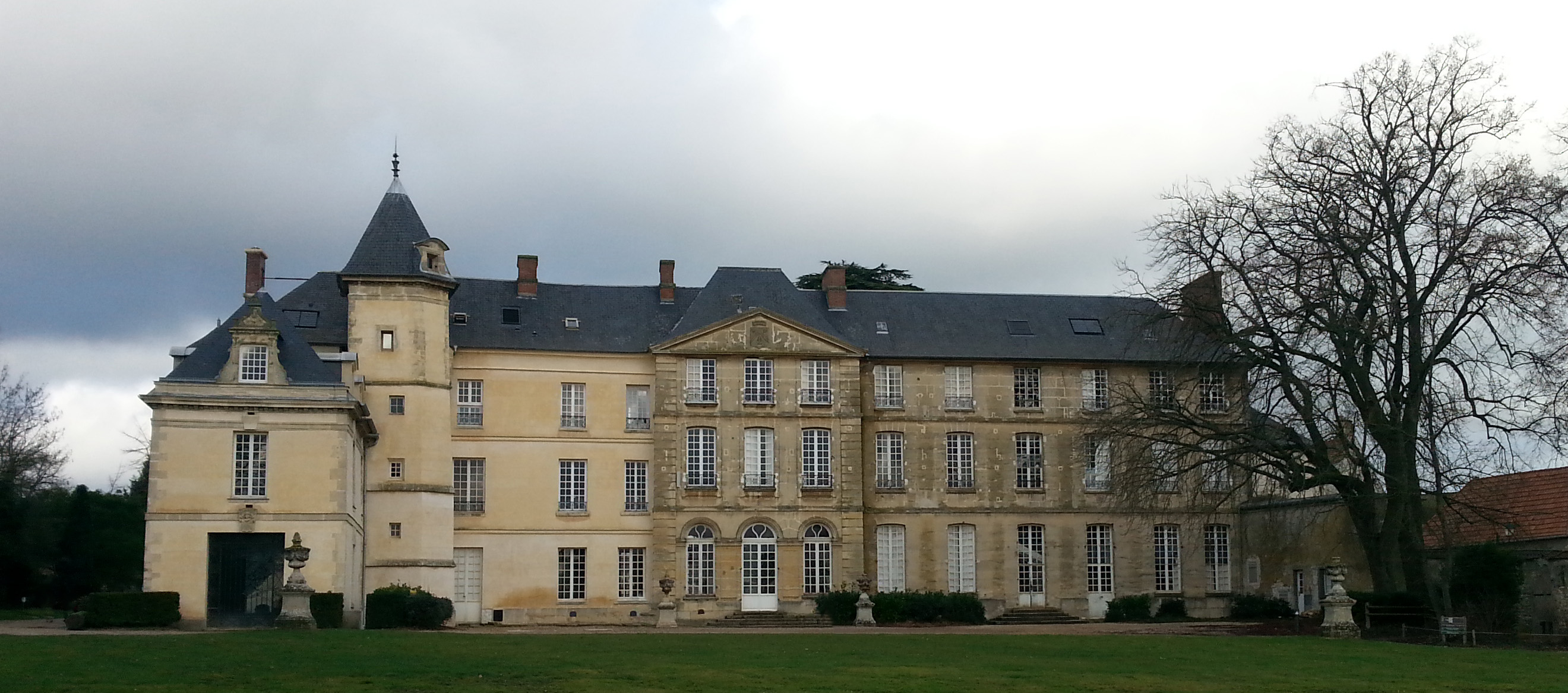
Château de Jambville (Yvelines).

Le 16 septembre 1790, Étienne Thomas Maussion part en Italie avec sa femme malade, et ses enfants, revient provisoirement à Paris de septembre à décembre 1791 puis repart à Bruxelles rejoindre ses fils. Il revient définitivement en France fin février ou début mars 1792. Il est à Jambville le 16 mai 1792.
Étienne Thomas Maussion est arrêté le 21 juillet 1793, détenu à Versailles puis remis en liberté une dizaine de jours plus tard. Son château de Jambville est mis sous scellés. Il est dénoncé par un de ses fermiers, Hamot, dont il a refusé de renouveler le bail, qui l'accuse d'être allé à Coblence à la fin de l'année 1791 rejoindre ses deux beaux-frères émigrés, Antoine Chaumont de La Galaizière et Jean Thérèse de Beaumont d'Autichamp,. Hamot affirme aussi que Maussion a organisé une réunion de nobles à Jambville.
Il est inculpé pour crime d'émigration. Pour échapper à la condamnation, il doit prouver qu’il est bien présent en France depuis la date du 9 mai 1792. Les enquêteurs demandent des certificats de résidence qui attestent sa présence à Jambville du 15 mai 1792 au 4 septembre 1792. Le certificat produit à Jambville ne pose pas de problème, mais sur celui établi dans la commune de Fontenay-Saint-Père les signatures semblent douteuses. Les dates indiquées sur le certificat établi à Paris sont mises en doute.
Il est arrêté une seconde fois le 26 pluviôse an II (14 février 1794), enfermé à la Conciergerie et interrogé trois jours après, le 29 pluviôse. L'acte d'accusation est dressé le 1er ventôse (19 février). Au reproche d'émigration s'ajoute l'accusation d’avoir cherché à affamer le peuple « en faisant accaparer et resserrer les bleds » quand il était intendant de la généralité de Rouen. On glisse de la question de l'émigration à un procès purement politique, l'accusateur public lui reprochant d'avoir « si longtemps et cruellement vexé et opprimé les Citoyens de la cy-devant généralité de Normandie ».
Le Tribunal révolutionnaire le condamne à mort le 6 ventôse an II (24 février 1794), pour émigration et pour avoir participé à des complots contre-révolutionnaires,. Selon l'acte de condamnation, « Maussion, ci-devant Intendant de Rouen, a pris part à cette conspiration par les intelligences avec les ennemis extérieurs de la République ». Ses biens sont confisqués mais la subsistance de sa veuve et des enfants devra être assurée. Le jugement est exécutoire dans les 24 heures. Il est guillotiné à Paris, place de la Révolution le jour même,. Il est inhumé à la chapelle expiatoire. C'est bien en tant qu'ancien intendant qu'il est exécuté, l'accusation d'émigration servant de détonateur.

### Mariage et descendance

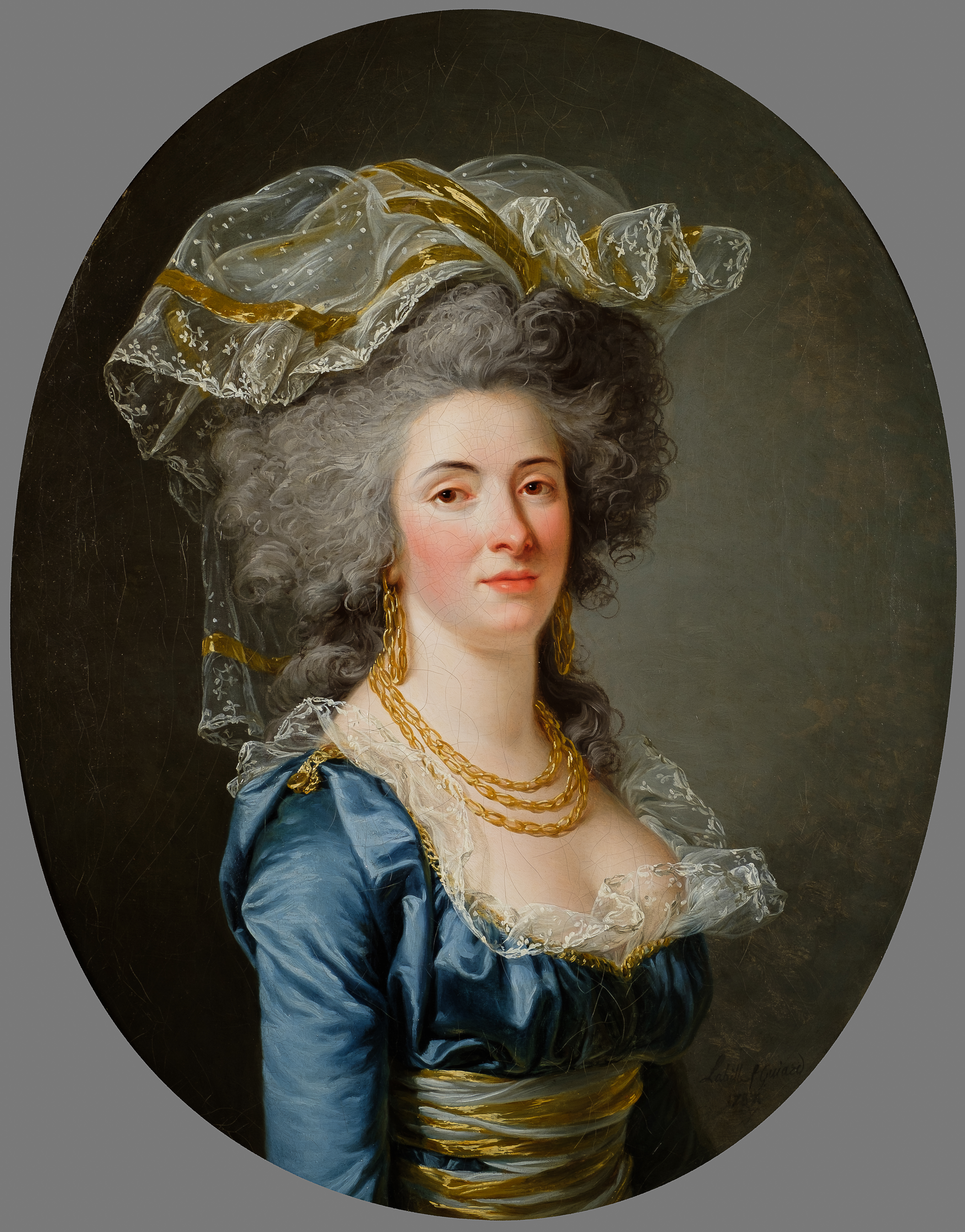
Portrait présumé de Jeanne Antoinette Roberte Orléans Perrin de Cypierre, épouse d'Étienne Thomas Maussion. Tableau d'Adélaïde Labille-Guiard (1787).

Étienne Thomas Maussion épouse en 1784 Jeanne Antoinette Roberte Orléans Perrin de Cypierre,, née à Paris le 31 août 1761 et morte à Rome le 3 janvier 1791, fille de Jean-François-Claude Perrin de Cypierre (1727-1790), intendant d'Orléans, et de Marie Florimonde Parat de Montgeron (1740-1788). Elle est la sœur de l'intendant d'Orléans Adrien Philibert Perrin de Cypierre de Chevilly et la nièce du ministre Louis Auguste Le Tonnelier de Breteuil.
Étienne Thomas Maussion et Jeanne-Antoinette Perrin de Cypierre ont deux fils :
- Adolphe Antoine Thomas, né le 6 juin 1787 à Paris et mort le 14 septembre 1858, baron héréditaire de Maussion, colonel, commandeur de la Légion d'honneur, marié en 1815 à Jeanne Germaine Emmeline de Thélusson (1796-1859)[15] ;
- Alfred  Joseph, né le 29 octobre 1788 à Paris et mort dans l'ancien 10e arrondissement de Paris le 5 janvier 1848, comte de Maussion de Montgoubert[15], lieutenant-colonel, chevalier de la Légion d'honneur, marié en 1811 à Antoinette Ernestine Léontine Éléonore de Saint-Simon de Courtomer (1788-1853)[22].

## Œuvre
- Mémoire adressé aux représentans du peuple français, députés à la Convention nationale, relativement à la détention du citoyen Maussion, son épouse, son fils, sa fille, Paris, sans date, in-4°[15].